# FTP-MOI de la région toulousaine
Les Francs-tireurs et partisans - Main-d'œuvre immigrée (FTP-MOI) en région toulousaine, généralement connus comme la 35e brigade, puis comme la 35e brigade Marcel Langer, sont un réseau de la Résistance, actif entre 1942 et 1944 à Toulouse et dans la région toulousaine.

## Origine du nom
La 35e brigade doit son nom à la 35e division de mitrailleurs des brigades internationales, à laquelle appartenait Marcel Langer lors de la guerre d'Espagne.

## Histoire

### Fondation (avril 1942-février 1943)
Sous le commandement de Marcel Langer et de Jacob Insel, tous deux anciens membres des brigades internationales en Espagne, les premières opérations (sabotages d’installations électriques, incendies de camions allemands) ont lieu à l’automne 1942, en coopération avec la 2e brigade de guérilleros espagnols (Haute-Garonne) dirigée par José Linares Díaz, ancien commandant de l'armée populaire de la République espagnole.
Le 5 février 1943, Marcel Langer est arrêté avec des explosifs à la gare de Saint-Agne. Il est jugé par la section spéciale de la cour d'appel de Toulouse. L'avocat général Pierre Lespinasse réclame sa tête, et le 21 mars 1943, Marcel Langer est condamné à la peine de mort. La sanction est exécutée le 23 juillet à la prison Saint-Michel.

### Développement (février 1943-juin 1944)
Après l'arrestation de Marcel Langer, les départements qui dépendent de la 35e brigade forment une inter-région FTP-MOI, dont Victor Bardach (« Jan Gerhard ») est le commandant militaire, Jacob Insel le responsable politique et Sewek Michalak le responsable technique. Jan Gerhard, ancien officier polonais, multiplie les actions directes, non seulement contre les forces allemandes, mais aussi contre les représentants du régime de Vichy les plus impliqués dans la collaboration avec l'occupant. Ainsi, après l'exécution de Marcel Langer, il organise une action de représailles : le 10 octobre 1943, l'avocat général Pierre Lespinasse est exécuté.
Dans le Lot-et-Garonne, la 35e brigade forme un groupe composé de jeunes Italiens antifascistes qui refusent de partir en Allemagne pour le Service du travail obligatoire (STO). Durant l'été 1943, afin de gêner le ravitaillement de l'armée allemande, ils détruisent dans les campagnes du département, particulièrement autour d'Agen et de Villeneuve-sur-Lot des gerbières, du bétail et du matériel agricole.
Les rapprochements avec les guérilleros espagnols se multiplient également. À la fin de l'année 1943, ils travaillent en collaboration avec le XIVe corps de guérilleros espagnols. Ainsi, on trouve Luis Fernández Juan (« Serge »), l'un des dirigeants du XIVe corps de guérilleros, commandant en chef de la Agrupación de Guerrilleros Españoles en mai 1944.
Le 3 mars 1944, est organisé un attentat à la bombe au cinéma les Variétés à Toulouse sous les ordres de Wiktor Bardach, lors de la projection de deux films de propagande nazie - Le Juif Süss et La Libre Amérique. Rosine Bet, Enzo Godeas et David Freiman sont chargés de le réaliser. La bombe est censée exploser entre les deux séances, en causant seulement des dégâts matériels. À la fin de la première séance, alors que le public commence à sortir, la bombe explose plus tôt que prévu dans les mains de David Freiman. David Freiman et un spectateur sont tués sur le coup. Enzo Godéas, grièvement blessé, parvient à sortir du cinéma mais il est immédiatement arrêté par la police. Rosine Bet est grièvement blessée aux jambes. Rosine et Enzo sont conduits à l’hôtel-Dieu et interrogés par la police française. Rosine est torturée pendant l'interrogatoire. Elle meurt deux jours après l'attentat des suites de ses blessures à l'hôpital de Purpan sans avoir parlé, sans même avoir révélé sa véritable identité ; elle est enterrée sous sa fausse identité, Paulette Cavérac.
Le 1er avril 1944, un attentat est mené à Toulouse, en collaboration avec la 2e brigade de guérilleros espagnols, contre un tramway transportant des soldats allemands, faisant 17 tués et une cinquantaine de blessés.
Face à la recrudescence de ces attentats menés par la 35e brigade, la direction centrale de la Police de sureté envoie une équipe spéciale à Toulouse pour traquer les membres de la 35e brigade. En avril 1944, leur enquête leur permet d'arrêter dix-huit personnes, dont Marc Brafman, Odette Dopaso, Sewek Michalak et Damira Titonel, démantelant la direction de la 35e brigade. Ils sont par la suite livrés aux Allemands : deux meurent dans le train qui les emmène en déportation, quatre sont fusillés.

### Derniers combats (avril-août 1944)
C'est Zeef Gottesman (« commandant Philippe ») qui prend le commandement de la 35e brigade. Plusieurs membres sont éloignés de Toulouse et envoyés dans le Lot-et-Garonne. Le 21 juin 1944, aux côtés de la 35e brigade de guérilleros espagnols du Gers, une partie d'entre eux, rassemblés par Enzo Lorenzi, participe à la bataille de Castelnau-sur-l'Auvignon. Le 19 août 1944, Zeef Gottesman est tué lors des combats de la libération de Toulouse.

### Organisation et actions
Les actions militaires de la 35e brigade ont généralement pour cadre les villes de Toulouse, Agen et Montauban. Face à un ennemi plus puissant et supérieur en nombre, il faut attaquer l’ennemi, se retirer et recommencer plus loin. Le service de renseignement, composé essentiellement de femmes, est chargé de collecter les informations utiles à la formation d'un plan d'action. Généralement, l’exécution en est confiée à un groupe de trois combattants : un tireur et deux protections.
Les membres les plus recherchés par la police deviennent des clandestins, bénéficiant d'une fausse identité, d'un logement dans des chambres louées par la brigade et de revenus pour survivre. Ils rendent compte de leurs actions avant de recevoir de nouvelles instructions. Ils sont souvent déplacés dans les départements du Midi toulousain.
Dans le Lot-et-Garonne et en Tarn-et-Garonne, la 35e brigade établit de petits maquis servant de caches pour le matériel et pour les militants en réserve.
Les actions consistent généralement en :
- sabotage des lignes de chemin de fer, particulièrement sur les axes de Bordeaux, Montpellier, Paris, et Bayonne, afin de gêner la circulation et les déplacements des forces allemandes, ainsi que leur approvisionnement en vivres et munitions. Ainsi les déraillements se multiplient sur les principaux axes : Toulouse-Bordeaux, Toulouse-Montpellier, Toulouse-Paris…
- assassinat de militaires allemands, mais aussi de dignitaires du régime de Vichy engagés de façon active dans la Collaboration ou dans la lutte contre la Résistance, tels que Costes, secrétaire général des Francs-gardes de la Milice à Toulouse, Mas, chef milicien à Toulouse, Pierre Lespinasse, avocat général à Toulouse, le général Philippon, chef milicien, et l'abbé Louis Sorel, membre du Conseil national.

## Liste de membres
- Wiktor Bardach, dit « Jan Gerhard » (1921, Lviv-1971, Varsovie)[1]
- Marc Brafman (pl), dit « Léon » (1920, Łódź-2008, Lyon)
- Rosine Bet, dite « Paulette Caverac » (1924, Conegliano-1944, Toulouse)[2]
- David Freiman, dit « Marius », « Hector Burdacq » (1918, Soroca-1944, Toulouse)[3]
- Enzo Godeas (1925, Medea-1944, Toulouse)[4]
- Zeef Gottesman, dit « Philippe » (1912, Dolina-1944, Toulouse)[5]
- Jacques Grignoux, dit « André Broussin » (1923, Poitiers-1944, Toulouse)[6]
- Judith Haït-Hin, dite « Catherine Varlin » (1925, Paris-2004, Paris)[7]
- Jacob Insel, dit « Jean Unserki » (1909, Drohobytch-1944, Toulouse)[8]
- Émile Jakubowicz, dit « Émile »[9]
- Marcel (Mendel) Langer (1903, Oświęcim-1943, Toulouse)[10]
- Claude Lévy, dit « Paul Cabanel » (1925, Enghien-les-Bains-2006, Paris)
- Raymond Lévy, dit « Jeannot », « Edmond Lormand » (1923, Paris-2014, Paris)
- Enzo Lorenzi, dit « Robert » (1923, Limana-1993, Agen)[11]
- Diego Rodríguez Collado (1901, Tarragone-1944, Toulouse)[12]
- Izrael Schimmel Gold, dit « Sewek (Seweryn) Michalak », dit « Charles »  (1911, Łódź-1997, Gdynia)
- Simondy Axel, dit « François » (vers 1919, Moldavie -1944, Brandeville)[13]
- Damira Titonel (1923, Refrontolo-2011, Monclar)

#### Témoignages
- (es) Miguel Ángel Sanz, Luchando en tierras de Francia. La participación de los españoles en la Resistencia, Ediciones de la Torre, Madrid, 1981  (ISBN 978-8485866113).
- Marc Brafman (pl), « Les origines, les motivations, l'action et les destins des combattants juifs (parmi d'autres immigrés) de la 35e brigade FTP-MOI de Marcel Langer, Toulouse 1942-1944 », Le Monde juif, no 152, 9 décembre 1994, p. 79-95.
- Claude Lévy et Raymond Lévy, Une histoire vraie, Éditeurs français réunis, Paris, 1953.
- Claude Lévy, Les parias de la Résistance, Calmann-Lévy, Paris, 1970.
- Damira Titonel-Asperti et Carmela Maltone, Écrire pour les autres : mémoires d’une résistante. Les antifascistes italiens en Lot-et-Garonne sous l'occupation, Presses universitaires de Bordeaux, 1999  (ISBN 978-2-8678-1239-2).
- Gérard de Verbizier, Ni travail, ni famille, ni patrie. Journal d’une brigade F.T.P.-M.O.I., Toulouse, 1942-1944, éd. Calmann-Lévy, Paris, 1994  (ISBN 978-2-7021-2322-5).

#### Ouvrages généraux
- José Cubero, La Résistance à Toulouse et dans la Région 4, éd. Sud Ouest, 2005  (ISBN 978-2-8790-1597-2).
- Jean Estèbe, Toulouse. 1940-1944, éd. Perrin, Paris, 1996  (ISBN 978-2-2620-0091-2) ; rééd. Cairn Éditions, Morlaàs, 2022  (ISBN 979-10-7006-039-1).
- Michel Goubet, La Résistance dans le Midi Toulousain, éd. Privat, Toulouse, 2015  (ISBN 978-2-7089-6974-2).
- Lucien Lazare, La Résistance juive en France, Stock, Paris, 1987  (ISBN 978-2-23402-080-1).

#### Ouvrages spécialisés
- Jean-Yves Boursier, La guerre de partisans dans le Sud-Ouest de la France, 1942-1944. La 35e Brigade FTP-MOI, L'Harmattan, Paris, 1992  (ISBN 978-2-7384-1707-7).
- Greg Lamazères, Marcel Langer, une vie de combats, 1903-1943. Juif, communiste, résistant... et guillotiné, éd. Privat, Toulouse, 2003.
- Henri Soum, Chronique des bords de Garonne, t. 3 Le Vent des fous, éd. Signes du monde, Toulouse, 1994  (ISBN 978-2-909635-09-5).
- Comité de quartier Saint-Michel-Toulouse (éd.), Hommage à la 35° Brigade FTP-MOI Marcel Langer, Toulouse, juillet 2008.

#### Roman
- Marc Lévy, Les Enfants de la liberté, éd. Robert Laffont, Paris, 2007.

### Vidéographie
- Alain Mosco, Ni travail, ni famille, ni patrie : journal d'une brigade F.T.P.-M.O.I. Toulouse, 1942-1944, La Sept-Arte et Ima Productions, 1993.